# Élections en Éthiopie

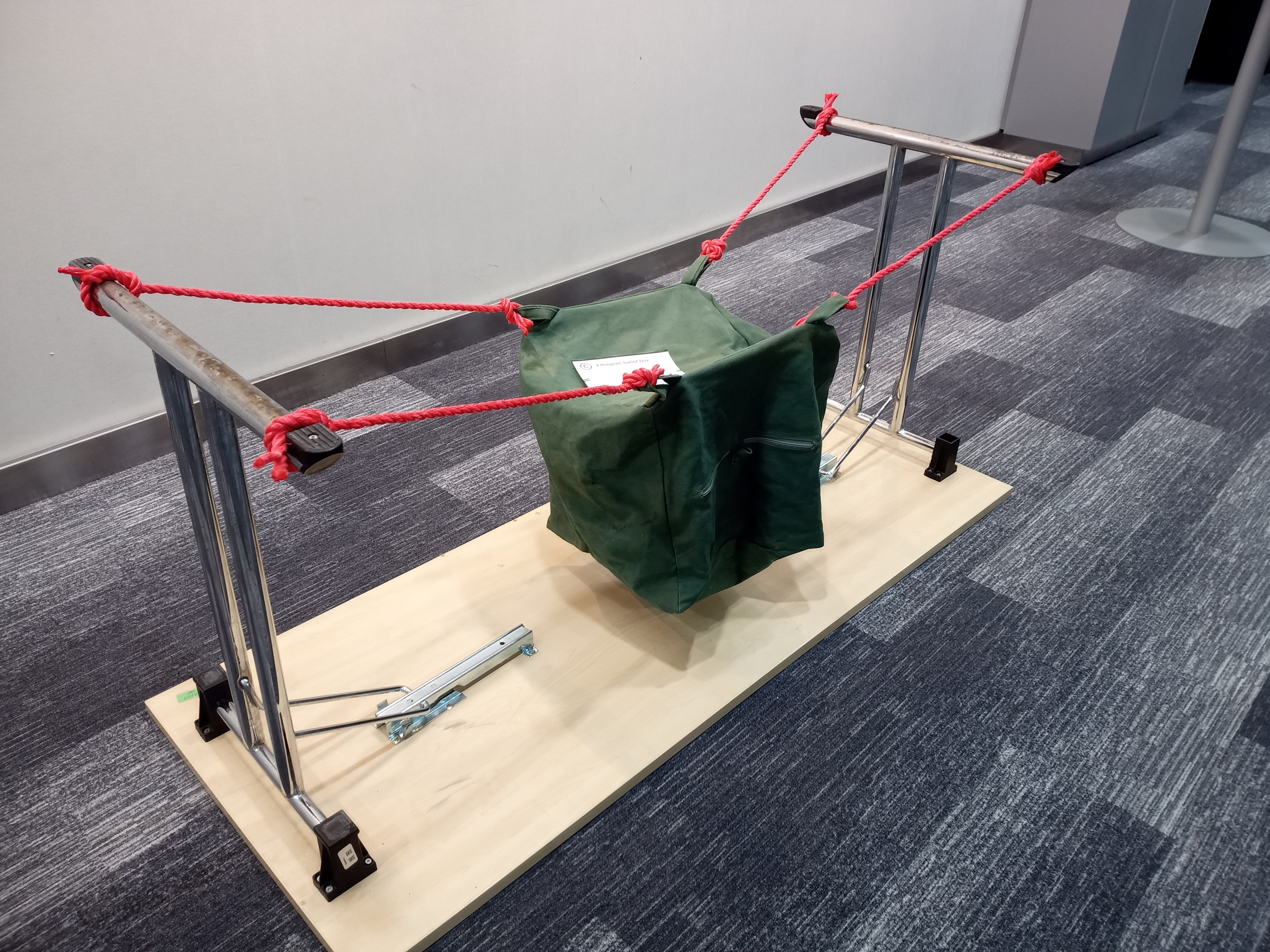
Urne utilisée lors des élections éthiopiennes. Suspendue à des cordes pour que les électeurs puissent voir qu’il n’y a pas de compartiments cachés. Photographiée lors d’une exposition à la Bibliothèque nationale de Lettonie (2022).

En Éthiopie, des élections sont organisées pour désigner les membres du parlement qui est composé de deux chambres, la Chambre des représentants des peuples et le Chambre de la fédération. Des élections permettent également de désigner les membres des conseils régionaux dans chaque régions. Le président éthiopien est également élu par les parlementaires, pas par le peuple.
Le pays est multipartiste mais il est de fait dominé par le Parti de la prospérité. Les partis d'opposition sont représentés dans les deux chambres mais leurs pouvoirs restent limités en raison de leur relative faible influence. Par ailleurs, un certain nombre de partis nationaux et régionaux sont actifs même s'ils n'ont aucun siège au Parlement.

## Systèmes électoraux

### Chambre des représentants des peuples
La Chambre des représentants des peuples (Yehizbtewekayoch Mekir Bet) est la chambre basse du Parlement bicaméral de l'Éthiopie. Elle est dotée de 547 sièges pourvus pour cinq ans au scrutin uninominal majoritaire à un tour dans autant de circonscriptions. Sur ce total, 22 sièges sont réservés à des minorités ethniques reconnues,

## Les différentes élections

### Avant 1974
Avant la révolution éthiopienne, des élections générales se sont déroulées en 1955, 1961, 1965, 1969 et 1973. Toutefois, il s'agissait d'élections non partisanes, les partis politiques n'étant pas autorisés à prendre part aux élections.

### 1987
Sous le régime dictatorial Derg, une élection législative à parti unique (le parti des travailleurs éthiopiens) est organisée le 14 juin 1987 et l'Assemblée nationale ainsi désignée élit Mengistu Haile Mariam président de la République. La même année, le 1er février, un référendum est organisé qui adopte avec 81 % de « oui » une modification de la Constitution qui officialise la transformation du pays en démocratie populaire.

### 1994
Le 5 juin 1994, sont organisées les premières élections multipartistes pour la désignation d'une Assemblée constituante. Le Front démocratique révolutionnaire du peuple éthiopien remporte 484 des 547 sièges, les 63 autres sièges étant répartis entre plusieurs partis. Il faut noter que de nombreux partis d'opposition ont boycotté les élections.

### 1995
Les élections générales se sont déroulées les 7 mai, 18 et 28 juin 1995. Elles ont été largement remportées par le Front démocratique révolutionnaire du peuple éthiopien, étant précisé que de nombreux partis d'opposition ont décidé de boycotter les élections.

### 2000
En 2000, l'Éthiopie a organisé des élections générales ainsi que des élections des conseils régionaux. Les générales se sont déroulées les 14 mai et 31 août 2000.

### 2001
Le 8 octobre 2001, le Parlement éthiopien élit Girma Wolde-Giorgis président de la République pour un mandat de 6 ans.

### 2005
En 2005, ont été organisées des élections générales et régionales auxquelles ont participé environ 90 % des électeurs inscrits.

### 2007
Le 9 octobre 2007, le Parlement éthiopien a réélu Girma Wolde-Giorgis président de la République pour un nouveau mandat de 6 ans.

### 2010
Les élections générales se sont déroulées le 23 mai 2010. Près de 32 millions d'électeurs ont été appelés à renouveler les membres de la Chambre des représentants des peuples, la chambre basse du parlement éthiopien, ainsi que les conseils régionaux.

### 2013
L'élection présidentielle du 7 octobre 2013 était la quatrième élection présidentielle de la République fédérale démocratique d'Éthiopie afin d'élire le troisième président du pays. Mulatu Teshome a été élu par le Parlement pour un mandat de six ans. La présidente en exercice, Girma Wolde-Giorgis, ne peut être réélue en raison de la durée de son mandat.

### 2015
Les élections générales ont eu lieu en Éthiopie le 24 mai 2015. Il en a résulté la victoire du parti sortant, le Front démocratique révolutionnaire des peuples éthiopiens, qui a emporté 500 des 547 sièges. Les alliés du FDRPE ont emporté les sièges restants.

### 2018
L'élection présidentielle éthiopienne de 2018, a lieu au scrutin indirect le 25 octobre 2018 en Éthiopie. À la suite de la démission du président Mulatu Teshome, l'élection a lieu de manière anticipée un an plus tôt que prévu. 
Sahle-Work Zewde est élue à l'unanimité par le parlement et devient la première femme présidente du pays, un rôle essentiellement honorifique.

### 2020
Les membres de la Chambre des représentants des peuples sont élus au scrutin majoritaire uninominal à un tour pour un mandat de 5 ans. 22 circonscriptions sont réservées à des nationalités reconnues.